# NGC 4756
NGC 4756 este o brightest cluster galaxy⁠(d) situată în constelația Corbul. A fost descoperită în 8 februarie 1785 de către William Herschel. Se află la o distanță de 59,97 de megaparseci de Pământ.